# The Rock 6.2.1980 NIPPON BUDOKAN LIVE
『The Rock 6.2.1980 NIPPON BUDOKAN LIVE』（ザ・ロック）は、矢沢永吉4作目のライブ・アルバム。1980年11月28日発売。

## 解説
ライブ・アルバムは『LIVE 後楽園スタジアム』（1978年12月5日発売）以来約2年ぶり。1980年6月2日、日本武道館公演音源より選曲。

## 収録曲

### DISC.1
1. INTRODUCTION
2. RUN & RUN
3. バイ･バイ･サンキュー･ガール
4. テレフォン
5. 馬鹿もほどほどに
6. 雨のハイウェイ
7. I SAY GOOD-BYE,SO GOOD-BYE
8. Hey Diana
9. 涙のラブレター
10. Good by
11. 天使たちの場所

### DISC.2
1. THIS IS A SONG FOR COCA-COLA
2. I LOVE YOU,OK
3. レイニー･ウェイ
4. トラベリン･バス
5. Rolling Night
6. So Long
7. So Long（クロージング）